# 林冕
林冕（1509年—？），字端吾，廣東廣州府番禺縣人，民籍，明朝政治人物。

## 生平
嘉靖十六年（1537年）丁酉科廣東鄉試第五十九名舉人。嘉靖十七年（1538年）中式戊戌科會試第七十九名，登第三甲第八十四名進士。授福建莆田县知县。二十二年擢升户部主事，管凤阳仓，歷升郎中。

## 家族
曾祖林迪；祖父林泰；父林秀，母何氏。永感下。兄林㬊、林昊。弟林昪、林晟、林杲。